# Stormont Castle
Stormont Castle är ett slott i östra Belfast i Nordirland. Slottet uppfördes på 1830-talet och var Nordirlands försteministers (premiärminister) officiella residens 1921-1972.